# Odorrana supranarina
Odorrana supranarina es una especie de anfibio anuro de la familia Ranidae.

## Distribución geográfica
Esta especie es endémica de las islas Ishigaki-jima e Iriomote-jima en las islas Yaeyama en el archipiélago Nansei en Japón.

## Descripción
Esta especie, que pertenece al grupo Odorrana narina, es la más grande (de ahí el prefijo supra). Mide de 60 a 76 mm para los machos y de 82 a 103 mm para las hembras. Su color varía de marrón claro a marrón verdoso. Vive en los mismos biotopos que la especie Odorrana utsunomiyaorum, sin embargo se distingue por un tamaño más grande y patas traseras más largas.

## Publicación original
- Matsui, 1994 : A taxonomic study of the Rana narina complex, with description of three new species (Amphibia: Ranidae). Zoological Journal of the Linnean Society, vol. 111, p. 385-415.[5]